# Моисеенко, Максим Алексеевич
Максим Алексеевич Моисеенко (15 января 1921, с. Квашино, Воронежская губерния, РСФСР — 26 августа 2011, Бутурлиновка, Воронежская область, Россия) — командир расчета 45-мм орудия 830-го стрелкового полка 238-й стрелковой дивизии 49-й армии 2-го Белорусского фронта, полный кавалер ордена Славы, старшина.

## Биография
Родился 15 января 1921 года в селе Квашино ныне Воробьёвского района Воронежской области в семье крестьянина.
Русский.
После окончания 5 классов сельской школы с 1935 года работал в кузнице молотобойцем. В октябре 1940 года был призван в армию и служил на Дальнем Востоке (Бухта Витязь), в береговой обороне ВМФ.
На фронте Великой Отечественной войны с апреля 1943 года, участвовал в боях на Брянском, Центральном и 2-м Белорусском фронтах командиром расчёта 45-мм пушки.
26 ноября 1943 года при форсировании реки Реста северо-западнее посёлка городского типа Пропойск орудийный расчёт под командованием Моисеенко прямой наводкой уничтожил 2 пулемёта и свыше 10 вражеских солдат. При переходе противника в атаку орудийный расчёт младшего сержанта Моисеенко подбил самоходную установку «Фердинанд» и рассеял до взвода пехоты противника, тем самым обеспечил переход советских подразделений в контратаку, за что был награждён орденом Славы 3-й степени.
27 июня 1944 года в ходе переправы через реку Днепр у села Тумановка орудийный расчёт под его командованием поддерживал огнём стрелковые подразделения, уничтожил 3 огневых точки и до 20 солдат противника. 28 июня в ходе штурма города Могилёв расчёт младшего сержанта Моисеенко уничтожил вражескую повозку с боеприпасами, за что был награждён орденом Славы 2-й степени. В 1944 году вступил в ВКП(б).
В ходе боя 21 января 1945 года юго-восточнее железнодорожной станции Порулки (Польша) орудийный расчёт старшины подбил головной вражеский танк и рассеял до взвода атакующей пехоты противника.
14 марта 1945 года в ходе боя под Данцигом (Польша) Моисеенко, командовавший самоходной установкой, был тяжело ранен в левую ногу, которую позже пришлось ампутировать.
Указом Президиума Верховного Совета СССР от 29 июня 1945 года за образцовое выполнение боевых заданий командования на фронте борьбы с немецкими захватчиками и проявленные при этом доблесть и мужество старшина Моисеенко награждён орденом Славы 1-й степени, став полным кавалером ордена Славы.
После демобилизации в марте 1946 года вернулся на родину в село Квашино и трудился в колхозе заведующим фермой, затем сельским клубом, неоднократно избирался депутатом
Бутурлиновского сельсовета.
После выхода на пенсию жил в городе Бутурлиновка Воронежской области. Скончался 26 августа 2011 года.

## Награды
- орден Отечественной войны 1-й степени (06.04.1985)[3][4]
- орден Славы 1-й степени № 72 (29.06.1945)[5]
- орден Славы 2-й степени № 8623 (20.08.1944)[6]
- орден Славы 3-й степени № 5772 (22.12.1943)[7]

медали в том числе:
- - «За победу над Германией в Великой Отечественной войне 1941—1945 гг.»
  - «Ветеран труда»

## Память
- В Воронеже на улице Правды, 30/1 установлена мемориальная доска в честь Кавалера (2012).